# Imenska Gorca
Imenska Gorca – wieś w Słowenii, w gminie Podčetrtek. W 2018 roku liczyła 81 mieszkańców.